# Osterby (Schleswig-Flensburgo)
Osterby (in danese Østerby) è un comune di 343 abitanti dello Schleswig-Holstein, in Germania.
Appartiene al circondario (Kreis) di Schleswig-Flensburgo (targa SL) ed è parte della comunità amministrativa (Amt) di Schafflund.